# Herbert List
Herbert List (* 7. Oktober 1903 in Hamburg; † 4. April 1975 in München) war ein deutscher Fotograf. Er gilt als „moderner Klassiker“ und wurde vor allem für seine surreal anmutenden Schwarzweiß-Fotografien bekannt.

## Leben
List wurde 1903 in Hamburg als Sohn des aus Leipzig stammenden Kaufmanns Felix List (1868–1931) und seiner Ehefrau Luise geb. Weiße (1880–1954) geboren. Ein Bruder seines Vaters war der Verleger Paul List. Herbert List besuchte von 1912 bis 1920 die Gelehrtenschule des Johanneums (Gymnasium) in Hamburg. 1921 bis 1923 studierte er Literaturgeschichte in Heidelberg und trat 1924 als Lehrling in die väterliche Kaffee-Import Firma List & Heineken in Hamburg ein. Als Kaffeekaufmann bereiste er 1925 bis 1928 Brasilien, Guatemala, Costa Rica, San Salvador und die USA (San Francisco) und wurde 1929 Prokurist in der väterlichen Firma.
Nach einer Party 1928 bei seinem Freund Curt Valentin trägt eine Nacht mit der Psychologiestudentin Charlotte Eisen „Früchte“ (Zwillingstöchter), was er erst Jahrzehnte später erfährt.
Angeregt von Andreas Feininger und unter dem Einfluss von Künstlern wie Giorgio de Chirico, Magritte und Man Ray begann er 1930 ernsthaft  selbst zu fotografieren. Nach dem Tod des Vaters 1931 musste List die Geschäftsführung übernehmen; die Fotografie interessierte ihn aber deutlich mehr als das Geschäft. 1935 übergab er die Firma seinem jüngeren Bruder und emigrierte nach Paris, um der Verhaftung durch die Gestapo (als „Vierteljude“ und Kritiker des NS-Systems) zu entgehen. In Paris fand 1937 auch seine erste Ausstellung in der Galerie du Chasseur d'Images statt. Bei einem Aufenthalt in London 1937 unternahm List erste Versuche mit der Studiofotografie und arbeitete u. a. für die Zeitschriften Verve, Vogue, Harper’s Bazaar und Life.
Er begegnete George Hoyningen-Huene (1900–1968), mit dem er eine Griechenland- und Italienreise unternahm. Die Griechenland-Fotografien aus den Jahren 1937 bis 1941 flossen in den Bildband Licht über Hellas ein.
Die Invasion Deutschlands in Griechenland im Mai 1941 zwang List zur Rückkehr nach Deutschland. Er ließ sich in München nieder, hatte dort aber kaum Möglichkeiten zu publizieren.
1944 wurde er als arbeitsverwendungsfähig, aber nicht tauglich für den Wehrdienst eingestuft und wurde als Verwalter eines Kartenlagers nach Bergen (im von der Wehrmacht besetzten Norwegen) geschickt.
Er war dort bis zum Kriegsende und kehrte dann nach München zurück. Bedeutende Fotografien der in Trümmern liegenden Stadt entstanden.
Seine erste Nachkriegsreise nach Paris unternahm List 1948. Er wurde Kunstredakteur bei Heute, einer von den Besatzungsmächten in Deutschland herausgegebenen Zeitschrift. In den darauffolgenden Jahren (bis 1962) bereiste er Italien, Griechenland, Spanien, Frankreich, Mexiko und die Karibik und veröffentlichte Fotos und Foto-Essays in Heute, Du, Epoca, Look, Harper’s Bazaar, Flair, Picture Post, Life etc. Außerdem gab er mehrere Bildbände heraus. Der Agentur Magnum war er in dieser Zeit assoziiert; er nahm aber nur wenige Aufträge an.
Im Jahre 1963 publizierte er sein letztes Buch Bildwerke aus Nigeria.

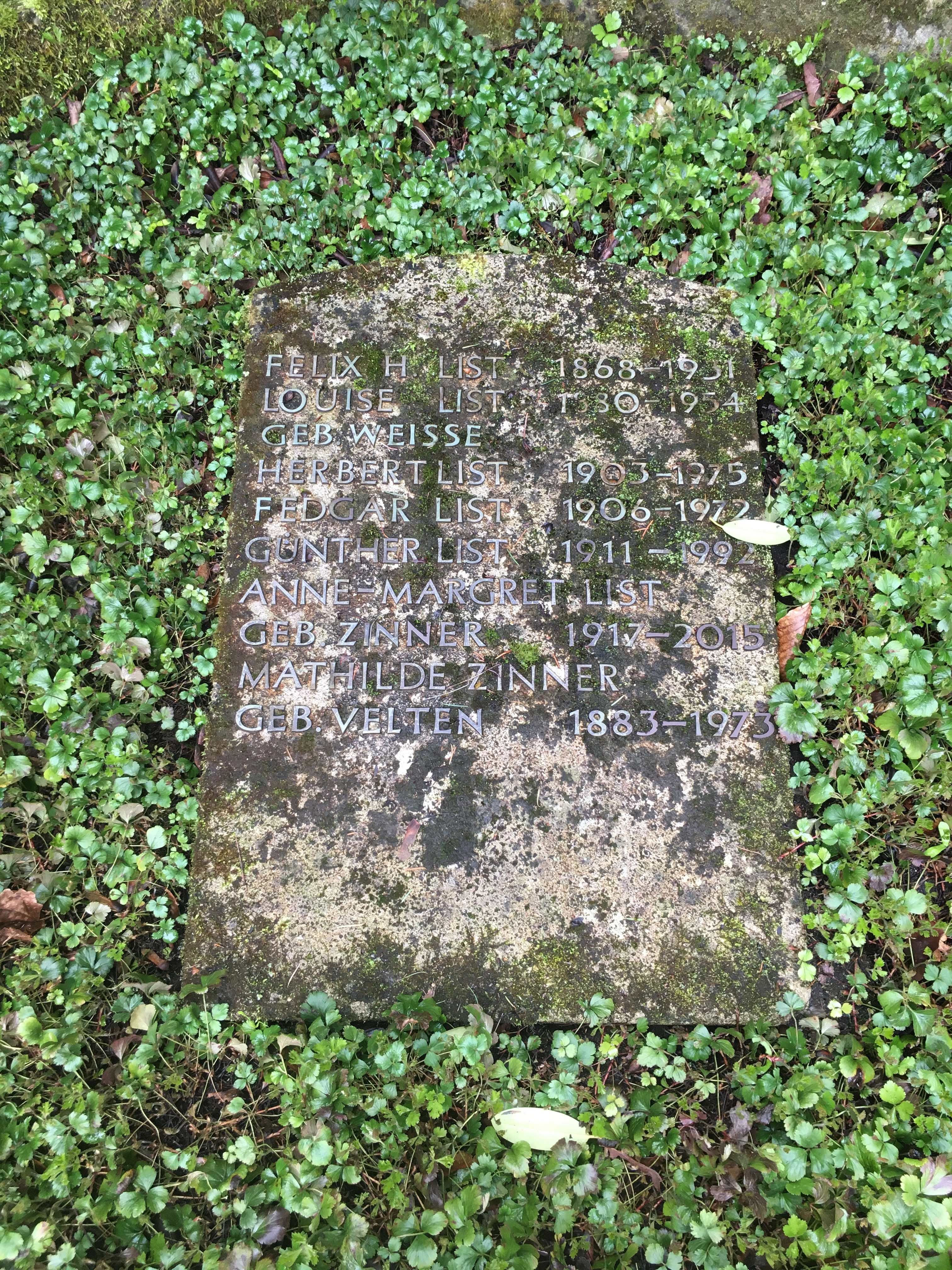
Grabstätte auf dem Friedhof Ohlsdorf

1964 wurde List von der Gesellschaft Deutscher Lichtbildner (Deutsche Fotografische Akademie) mit der David-Octavius-Hill-Medaille ausgezeichnet. Er hatte zahlreiche Ausstellungen in London, Zürich, München, Düsseldorf, Mailand und New York.
Seit Mitte der 1960er Jahre reiste er zwar noch mehrfach nach Italien, Frankreich und Mexiko und baute seine Sammlung italienischer Handzeichnungen des 17. und 18. Jahrhunderts aus, fotografierte aber nicht mehr.
1975 starb Herbert List mit 71 Jahren in München. Er wurde auf dem Friedhof Ohlsdorf (Grab Z25-177-182) in seiner Heimatstadt Hamburg beigesetzt. Der Verwalter des fotografischen Nachlasses von Herbert List war Max Scheler.
Ein literarisches Denkmal wurde Herbert List durch die Figur des Joachim in Stephen Spenders Roman Der Tempel (The Temple) gesetzt.

## Werk
In seinen Fotos scheinen die Motive auf einfache, archaische Elemente reduziert. List übte mit seiner Art, die Dinge ins Licht zu setzen, einen großen Einfluss auf die moderne Fotografie aus. List ging es darum, „das Magische der Erscheinung im Bild zu erfassen“, um eine „visionäre Stärke“ und weniger um technische Vollkommenheit und er behauptete: „Das Objekt ist nicht objektiv. Es wäre sonst als künstlerisches Medium unbrauchbar“.

## Auszeichnungen
- 1964: David-Octavius-Hill-Medaille der Gesellschaft deutscher Lichtbildner.

## Ausstellungen (Auswahl)
- Licht über Hamborn. Der Magnum-Fotograf Herbert List und die August-Thyssen-Hütte im Wiederaufbau, Hauptverwaltung der ThyssenKrupp Steel Europe AG, Duisburg 2014; anschließend Westfälisches Industriemuseum Heinrichshütte, Hattingen. Katalog.[7]
- 2018: Teils Flucht, teils Sehnsucht. Vom Weg ins Exil des Photographen Herbert List – Johanna Breede PHOTOKUNST, Berlin
- 2022: Herbert List. Das magische Auge, Retrospektive im Bucerius Kunst Forum im Rahmen der 8. Triennale der Photographie in Hamburg,[8] mit Katalog

## Veröffentlichungen
- Licht über Hellas (Aufnahmen aus Griechenland zw. 1937–1941), München 1953
- Rom, München 1955
- Caribia, Hamburg 1958
- Napoli, Gütersloh 1962
- Bildwerke aus Nigeria, München 1963
- Martin Mayer, München 1972
- Photographien 1930–1970, München 1976
- Portraits, Hamburg 1977
- Junge Männer (introduction by Stephen Spender), Thames & Hudson, London 1988, ISBN 0-500-54147-7
- Licht über Hamborn. Der Magnum-Fotograf Herbert List und die August Thyssen-Hütte im Wiederaufbau, Herausgeber: LWL-Industriemuseum, Hattingen 2014, ISBN 978-3-8375-1148-2

## Sammelbände

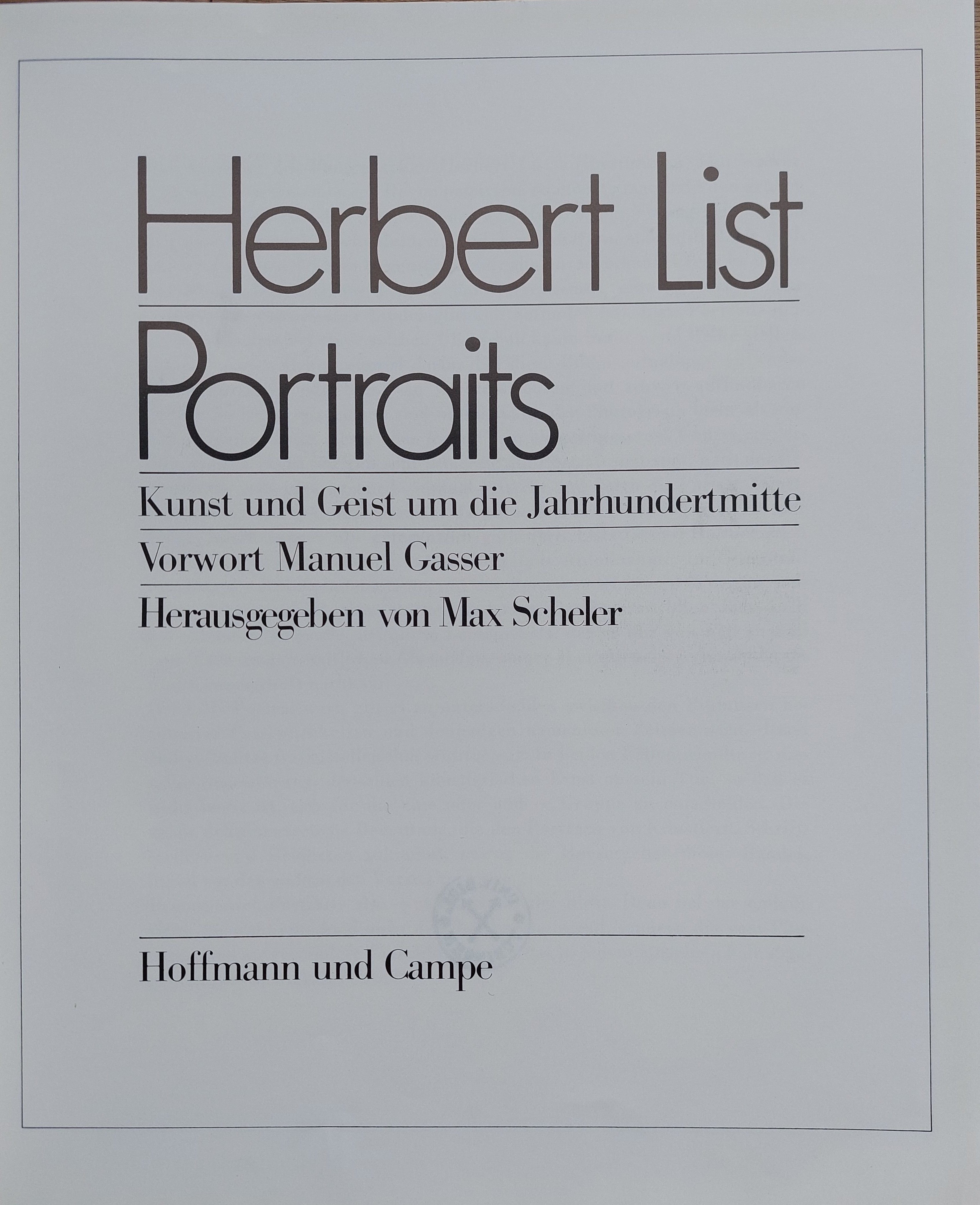
Portraits (1977)

- Hundert Jahre Weltwirtschaft im Spiegel eines Unternehmens, Ernst Samhaber, Otto A. Friedrich, Freiburg 1956  (Phoenix Werke Hamburg; 29sw 7f Fotos)
- US Camera Year-Book, New York 1957
- DU, Zürich 1973
- Portraits : Kunst und Geist um die Jahrhundertmitte. Vorwort Manuel Gasser. Hrsg. von Max Scheler. Hoffmann & Campe, Hamburg 1977
- Photographs 1930-1970, Thames and Hudson, London und Rizzoli, New York 1980
- Fotografien 1930-1970; 1980 neu herausgegeben von Max Scheler unter dem Titel: Fotografie Metafisica
- Herbert List. I grandi fotografi. Milano 1982, deutsch München 1983
- Herbert List, Memento 1945. Münchner Ruinen. Fotomuseum München. Schirmer/Mosel, München 1995 ISBN 3-88814-763-8
- Max Scheler und Matthias Harder (Hrsg.). Herbert List. Die Monographie. Mit einem Geleitwort von Bruce Weber und Texten von Herbert List u. a.  Schirmer/Mosel, München 2000, ISBN 3-88814-533-3